# كواك تشامبيونز
كواك تشامبيونز (بالإنجليزية: Quake Champions)‏ هي لعبة كومبيوتر من تطوير إد سوفتوير ومن نشر بيثيسدا الأمريكية، ستصدر لاحقًا هذا العام 2017، وتعمل فقط لـ مايكروسوفت ويندوز.

## المواقع الخارجية
- الموقع الرسمي
 الإنجليزية